# Castelo de Fowlis

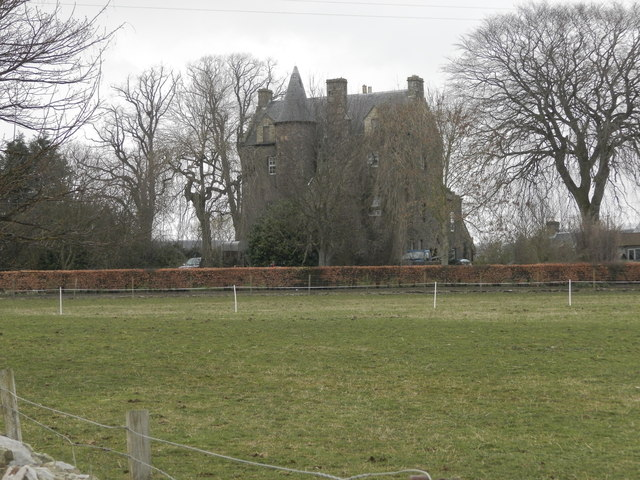
Castelo de Fowlis

O Castelo de Fowlis está situado a oito quilómetros a noroeste de Dundee, na Escócia, no vilarejo de Fowlis.  É uma casa-torre que data do século XVII.  Foi mantida pela família Maule e depois pelos Mortimers antes de pertencer à família Gray em 1337.  Sir Alexander Gray de Broxmouth foi nomeado Lord Grey de Fowlis.  O castelo está actualmente ocupado como uma casa de fazenda,  e é um edifício listado de categoria B.
 

Na segunda-feira, 3 de maio de 1598, o irmão de Ana da Dinamarca, o duque de Holstein, veio a Fowlis para jantar durante a sua jornada. Patrick Gray, 5º Lord Gray foi ordenado por James VI da Escócia para encontrá-lo a seis milhas do castelo. 